# Олимпия (футбольный клуб, Познань)
«Оли́мпия» — польский футбольный клуб из города Познань, ныне не существующий. Существовал с 1945 по 2005 годы.

## Достижения
- Бронзовый призёр кубка Часов: 1991[1]
- Чемпионат Польши: 5-е место (сезон 1989/1990)[2]

## Прежние названия
| 1945—1948 | МКС                      |
| 1948—1957 | Гвардия                  |
| 1957—1994 | Олимпия                  |
| 1994—1995 | Олимпия Болпласт         |
| 1995—1996 | Олимпия Гданьск          |
| 1996—2005 | Олимпия Болпласт Познань |